# Engelbert Humperdinck (cantor)
Engelbert Humperdinck (Madras, Índia Britânica, 2 de maio de 1936), mais conhecido simplesmente como Engelbert, é um famoso cantor popular anglo-indiano que fez muito sucesso nos anos 60 e 70. Seu nome completo de batismo é Arnold George Dorsey.
Suas canções mais conhecidas incluem "Release Me (And Let Me Love Again)" e "After the Lovin'", bem como "The Last Waltz" ("The Last Waltz with You").
Em 1989, Humperdinck foi premiado com uma estrela na Calçada da Fama, em Hollywood, Estados Unidos, e ganhou um Globo de Ouro como artista do ano.
Em 2012, representou o Reino Unido no Festival Eurovisão da Canção 2012, em Baku, onde interpretou a canção "Love Will Set You Free, que terminou na 25º posição (penúltimo lugar).